# Anolis monticola
Anolis monticola är en ödleart som beskrevs av  Shreve 1936. Anolis monticola ingår i släktet anolisar, och familjen Polychrotidae. IUCN kategoriserar arten globalt som nära hotad.

## Underarter
Arten delas in i följande underarter:
- A. m. monticola
- A. m. quadrisartus